# Charles Blair Macdonald

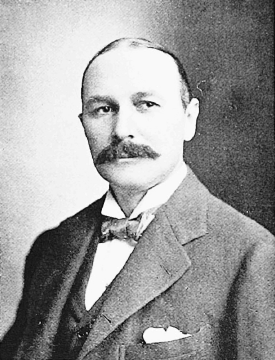
Charles Blair Macdonald, 1895.

Charles Blair Macdonald (* 14. November 1855 in Niagara Falls, Kanada; † 21. April 1939 in Southampton, Long Island) war als Golfarchitekt ein Hauptvertreter des Goldenen Zeitalters der Golfarchitektur und einer der wichtigsten Pioniere des amerikanischen Golfsports. Neben einer erfolgreichen Karriere als Amateurspieler war er auch einer der Gründer der USGA und prägte nach eigenen Angaben im Jahr 1901 den Begriff „Golf Architect“ (Golfarchitekt). Allerdings wurde mittlerweile eine frühere Verwendung des Begriffs nachgewiesen. Charles Blair Macdonald wurde 2007 in die World Golf Hall of Fame aufgenommen.

## Lehrzeit in Schottland
Der in Chicago aufgewachsene Charles Blair Macdonald war Sohn eines Schotten und einer Kanadierin. Er studierte ab 1872 an der Universität St Andrews, wo ihn Old Tom Morris zum Golfspiel brachte. Damals war Young Tom Morris gerade auf dem Höhepunkt seiner Karriere und der talentierte Macdonald wurde bald eingeladen, mit ihm und den anderen Protagonisten dieser Zeit zu Wettspielen anzutreten. Am Ende seines Studienaufenthaltes kannte er einige der besten Links Großbritanniens und Kontinentaleuropas. Nach seiner Rückkehr in die USA musste er eine 17-jährige Golfpause einlegen, da es schlichtweg weder Plätze noch Spieler gab. In dieser Zeit arbeitete er als Börsenmakler, was ihm die finanzielle Unabhängigkeit einbrachte, die es ihm später erlauben sollte sich ehrenamtlich für den Golfsport zu engagieren. Diesen hatten einige schottische Auswanderer 1888 nach New York gebracht und dort den St Andrews Golf Club gegründet.

## Anfänge in Chicago
1892 überzeugte Macdonald schließlich 30 Kollegen, die je $10 beitragen sollten, mit ihm zusammen den Chicago Golf Club als ersten Golfclub westlich der Allegheny Mountains zu gründen. Er selbst baute die ersten 9 Löcher und erweiterte den Platz ein Jahr später zum ersten 18-Loch Platz der USA. 1895 zog der Club nach Wheaton um, wo Macdonald einen neuen Platz baute, der sich bis heute erhalten hat. Im selben Jahr war er an der Gründung der USGA beteiligt und gewann die erste US Amateurmeisterschaft. Mit seiner Ehefrau Frances und seinen beiden Töchtern Janet und Frances zog er 1900 nach New York, um an der Wall Street zu arbeiten.

## National Golf Links of America
Macdonalds erste Löcher von 1892 waren zwischen 75 und 160 Meter lang und eher rudimentären Charakters, was ihm schon bald nicht mehr genügte. Er entwickelte eine Art fixe Idee den ersten wirklich herausragenden Platz der USA zu bauen. Zu Studienzwecken reiste er 1902 erneut nach Europa, um eine klare Vorstellung von den Designprinzipien zu bekommen, denen sein eigenes Projekt folgen sollte. Auf Long Island bei Southampton entdeckte er 1906 ein geeignetes Gelände und warb zwei Jahre später 70 Investoren an, die je $1000 beitragen sollten. Der Bau des Platzes wurde mit enormem Aufwand vorangetrieben, unter anderem wurde eine komplette Grünbewässerung installiert – damals eine revolutionäre Idee. Schließlich konnten die National Golf Links of America (häufig abgekürzt als NGLA) im Jahr 1910 eröffnet werden.
Von Beginn an galt NGLA als einziger amerikanischer Platz, der sich mit den britischen Vorbildern messen konnte. Dies lag in nicht unwesentlichem Maße auch daran, dass Macdonald bewusst die strategischen Prinzipien einiger berühmter Golflöcher für seine Zwecke adaptierte und damit das Prinzip des „Template Hole“ (Musterloch) erfand. Im Verlauf seiner Karriere verwendete er häufig das Redan (ursprünglich #15 in North Berwick), aber auch das Eden und das Road Hole (#13 und #17 Old Course), die Alps (#7 Prestwick), die Sahara (#3 Royal St George’s) und das Biarritz (#3 Biarritz). Ein weiteres Musterloch, das Cape Hole, stammt von Macdonald selbst (#14 NGLA).
Seither wurden viele große Turniere auf NGLA ausgetragen, unter anderem der erste Walker Cup im Jahr 1922.

## Weitere Projekte

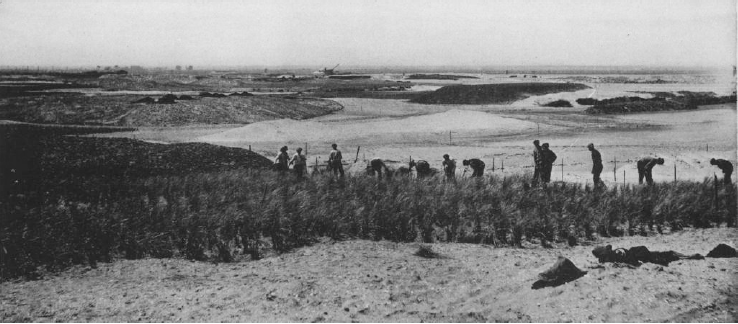
Bau von Loch 17 des Lido Golf Course, 1915. Die Pflöcke geben die Höhe des späteren Bodenniveaus an.

Nach seinem ersten großen Erfolg startete Macdonald 1914 ein noch ambitionierteres Vorhaben, den Lido Golf Club. Dabei musste ein sumpfiges Gelände entlang eines Strandabschnittes auf Long Island entwässert, aufgeschüttet und zu einem natürlich wirkenden Golfgelände transformiert werden. Dieses bis dahin aufwändigste Golfplatzprojekt weltweit konnte 1918 abgeschlossen werden und bot unter anderem ein künstliches Inselfairway (Loch 4) und Alister MacKenzies siegreichen Entwurf aus dem Country-Life-Wettbewerb (#18). Im Zweiten Weltkrieg, als die US Navy große Teile von Long Island übernahm, ging der Platz jedoch verloren.
Weitere bedeutende Plätze folgten mit dem Mid Ocean Club (Bermuda, 1921) und dem Yale University Golf Club (1926), insgesamt stehen für Charles Blair Macdonald aber nur 15 Golfplatzentwürfe zu Buche. Er selbst nahm nie Geld für seine Arbeit, überließ allerdings die Details beim Bau zunehmend seinen Assistenten Seth Raynor und Charles Banks, die auch als Golfarchitekten in eigener Verantwortung auftraten.

## Designprinzipien
In seinem 1928 erschienenen Buch Scotland’s Gift: Golf beschrieb Charles Blair Macdonald die Eigenschaften eines guten Golfplatzes. An erster Stelle stand dabei das Terrain, idealerweise ein leicht hügeliger Sandboden. Die Löcher selbst sollten nach Möglichkeit großen Vorbildern nachempfunden sein und weder von Bäumen, noch allzu steilen Hügeln eingeengt werden. Besonderen Wert legte er auf Variabilität, künstlich erscheinende Elemente lehnte er ab. Ähnlich wie Alister MacKenzie hielt er es für ein besonderes Qualitätsmerkmal eines Hindernisses, wenn es über Jahre hinweg Gegenstand hitziger Diskussionen war.
Von Charles Blair Macdonald ist das Zitat überliefert, dass es nur vier oder fünf gute Golflöcher gebe und die lokale Szenerie für die Abwechslung zu sorgen hätte. Obwohl er der Kreativität wenig Raum zu geben schien, gelten seine Entwürfe nicht als bloße Kopien, sondern eher als Interpretationen. Er kopierte nie das Aussehen, sondern lediglich die strategischen Prinzipien der Originale, wobei er diese häufig auch veränderte.